# Bagno Chłopiny
Rezerwat przyrody Bagno Chłopiny – torfowiskowy rezerwat przyrody w województwie lubuskim, w powiecie gorzowskim, w gminie Lubiszyn, niedaleko miejscowości Chłopiny.
Zajmuje powierzchnię 118,99 ha, z czego 110,97 ha objęte jest ochroną ścisłą, a 8,02 ha ochroną czynną.

## Cel ochrony
Zachowanie ze względów dydaktyczno-naukowych zróżnicowanego kompleksu ekosystemów torfowiskowych i lasów bagiennych, z leżącym w części centralnej torfowiskiem przejściowym oraz charakterystyczną roślinnością i fauną.

## Położenie
Rezerwat zlokalizowany jest około 1,6 km na wschód od wsi Ściechówek i około 16 km na północny wschód od Gorzowa Wielkopolskiego, na terenie Obszaru Chronionego Krajobrazu Puszcza Barlinecka. Teren rezerwatu położony jest na wysokości 56 m n.p.m., różnica wzniesień nie przekracza 1 m.

## Obszar i charakter rezerwatu
Powierzchnia pod ochroną: 118,99 ha, na którą składają się działki nr: 712 – 5,64 ha, 724 – 25,34 ha, 714 – 19,81 ha, 715 – 16,95 ha, 722 – 33,25 ha, 723 – 18,00 ha.
Jest to rezerwat torfowiskowy, ze względu na dominujący przedmiot ochrony: typu PBf biocenotyczny i fizjocenotyczny, podtyp – bp biocenoz naturalnych i półnaturalnych; ze względu na główny typ ekosystemu: typ – ET (torfowiskowy – bagienny), podtyp – tp (torfowisko przejściowe).
Rezerwat Bagno Chłopiny wchodzi w skład specjalnego obszaru ochrony siedlisk Natura 2000 (pod nazwą „Torfowisko Chłopiny” PLH 080004). Właścicielem jest Skarb Państwa, zarządcą Nadleśnictwo Różańsko.

## Flora i fauna
Rezerwat utworzono na młodym torfowisku pojeziornym z roślinnością glacjalną. Z reliktów glacjalnych występuje gwiazdnica grubolistna, turzyca strunowa, skalnica torfowiskowa. Ogółem występuje 121 gatunków roślin, w tym 10 gatunków storczyków. Występuje tu także rosiczka okrągłolistna, rzadkie turzyce, mchy torfowe, mchy właściwe i wątrobowce. Do najcenniejszych reprezentantów flory należą lipiennik Loesela Liparis loeselii, kukułka Fuchsa Dactylorhiza fuchsii, kruszczyk błotny Epipactis palustris, błotniszek wełnisty Helodium blandowii, mszar krokiewkowaty Paludella squarrosa oraz błyszcze włoskowate Tomenthypnum nitens. Wokół szczątkowego fragmentu lustra wody zarastającego jeziorko rozprzestrzenia się wąski pas zbiorowisk otwartych, na południu torfowisko porośnięte jest dość gęsto sosną i brzozą omszoną. Miąższość osadów organicznych wypełniających zarośnięte jeziorko wynosi 9,5 m.
Drzewiastymi gatunkami dominującymi w rezerwacie są: olsza czarna, sosna pospolita, brzoza brodawkowata, w domieszce występują: świerk pospolity, olsza szara, jesion wyniosły, buk zwyczajny, dąb bezszypułkowy oraz topola osika. Dominują drzewostany starszych klas wieku od 100 do 120 lat.
Rezerwat jest także miejscem bytowania wielu gatunków ssaków, między innymi: jeleni europejskich, saren, dzików, lisów, łasicowatych i ptaków, takich jak: żuraw, słonka, derkacz.

## Podstawa prawna
- Zarządzenie Ministra Leśnictwa z dnia 10 maja 1963 r., Nr 83 (M.P. z 1963 r. nr 49, poz. 250),
- Rozporządzenie Wojewody Lubuskiego Nr 8 z dnia 25 lipca 2000 r. w sprawie uznania za rezerwat przyrody (Dziennik Urzędowy Województwa Lubuskiego Nr 18 poz. 157 z dn. 28.07.2000 r.),
- Obwieszczenie Wojewody Lubuskiego z dnia 16 stycznia 2002 r. w sprawie ustalenia wykazu rezerwatów przyrody utworzonych do dnia 31 grudnia 1998 r. (Dziennik Urzędowy Województwa Lubuskiego Nr 12, poz. 144)[5],
- Zarządzenie Nr 58/2011 Regionalnego Dyrektora Ochrony Środowiska w Gorzowie Wielkopolskim z dnia 5 grudnia 2011 r. w sprawie rezerwatu przyrody „Bagno Chłopiny” (Dziennik Urzędowy Województwa Lubuskiego Nr 139 poz. 2898).

## Historia
Pierwszy rezerwat, obejmujący obszar całego torfowiska powstał w 1937 r. Od 1957 r. prowadzili tu badania botanicy profesor Janina Jasnowska i profesor Mieczysław Jasnowski z Wyższej Szkoły Rolniczej w Szczecinie. Ich działania sprawiły, że w 1963 r. teren torfowiska o powierzchni 27,8 ha objęto ochroną prawną. W 2000 oraz 2002 roku rezerwat został powiększony i obecnie zajmuje 118,99 ha.
Jezioro (stagnum) Clopin, Colpyn zostało nadane w 1300 r. cystersom z Kołbacza, dla filii klasztoru w Mironicach. W 1517 r. jezioro Kolpin, Kulpin potwierdzono von der Marwitzom z Marwic. W końcu XIX w. wzmiankowane było szczątkowe już jezioro Kloppin See, w północnej części rozległego łęgu Kloppin Bruch (o powierzchni około 106 ha), w 1948 r. jeszcze o powierzchni 2 ha.